# Snyltrödgömming
Snyltrödgömming (Nectria magnusiana) är en svampart som beskrevs av Rehm 1878. Nectria magnusiana ingår i släktet Nectria och familjen Nectriaceae.   Inga underarter finns listade i Catalogue of Life.
I den svenska databasen Dyntaxa används istället namnet Cosmospora magnusiana för samma taxon.  Arten är reproducerande i Sverige.